# Nijō Mochimichi
Nijō Mochimichi (二条 持通?   1416 - 1493) fue un kugyō (cortesano japonés de alta categoría) que vivió durante la era Muromachi. Fue miembro de la familia Nijō (derivada del clan Fujiwara) y fue hijo del regente Nijō Motonori.

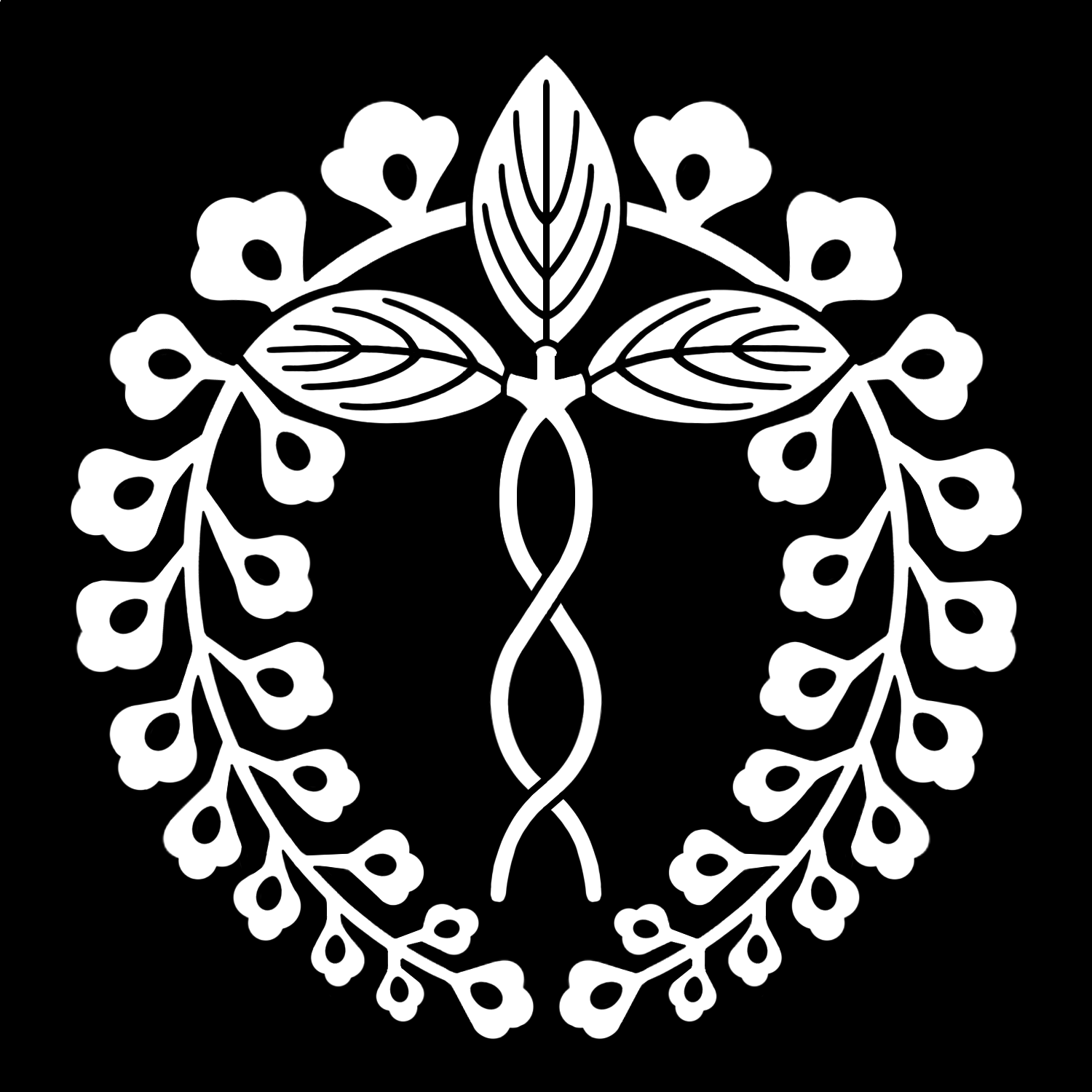
Emblema de la familia Nijō

Ingresó a la corte imperial con el rango shōgoi inferior en 1426, ascendió al rango jushii inferior en 1429 y al rango jusanmi en 1430. Asumió el cargo de gonchūnagon en 1432 y ascendió a gondainagon al año siguiente. En 1433 fue promovido al rango shōsanmi, en 1437 al rango junii y al rango shōnii en 1440.
Asumió el cargo de udaijin entre 1446 y 1454, y promovido al rango juichii en 1449. En 1453 fue nombrado kanpaku del Emperador Go-Hanazono hasta 1454, pero luego regresó a la regencia en 1455 (hasta 1458). Asumió el cargo de Daijō Daijin en 1458 (hasta 1460) y en 1463 fue nombrado por tercera vez regente del Emperador Go-Hanazono y luego del Emperador Go-Tsuchimikado (hasta 1467).
Fue nombrado líder del clan Fujiwara en 1465. Tuvo como hijo al regente Nijō Masatsugu.